# Colubraria margarethae
Colubraria margarethae is een slakkensoort uit de familie van de Colubrariidae. De wetenschappelijke naam van de soort is voor het eerst geldig gepubliceerd in 2011 door D. Monsecour & K. Monsecour.